# 威廉·赫歇耳望遠鏡
威廉·赫歇爾望遠鏡（William Herschel Telescope，WHT）是一架口徑 4.20米（165英寸）的光學/近紅外線反射望遠鏡，座落在西班牙加那利群島的拉帕爾馬島的穆查丘斯罗克天文台。這架望遠鏡已威廉·赫歇爾的名字命名，是牛頓望遠鏡群組的一部分。它的經費來自聯合王國、荷蘭和西班牙的研究理事會。
在1987年興建之初，WHT是世界第三大的單鏡片望遠鏡 。目前，它是歐洲第二大的望遠鏡，並且是格拉·帕森斯（Grubb Parsons）在其150年的歷史中，建造的最後一架望遠鏡。
WHT配備有種類繁多的儀器以在可見光和近紅外的波段下運作，專業天文學家利用它從事廣泛的研究。天文學家使用這架望遠鏡發現銀河系中心超大質量黑洞的第一個證據（人馬座A*），並且對伽瑪射線暴進行了第一次的可見光觀測。

## 歷史
WHT的構想開始於1960年代末期，當時3.9米（150英寸）的英澳望遠鏡才剛開始設計。英國的天文社群認為北半球也須要有相同威力的望遠鏡。尤其是，卓瑞爾和馬拉德天文台都在英國，迫切需要有光學望遠鏡進行無線電巡天有趣來源的後續觀測。
AAT在1974年全部完成，在這個時間點，英國的科學和工程研究理事會開始規劃位於北半球的三組望遠鏡（現在稱為以撒·牛頓集團望遠鏡，Isaac Newton Group of Telescopes ，ING）。這些望遠鏡是1.0米（39英寸） （現在成為 雅各斯卡普坦望遠鏡）、2.5米（98英寸）的以撒·牛頓望遠鏡，它現在座落在赫斯特蒙蘇城堡，和一架4米等級的望遠鏡，而最初的規劃是4.5米（180英寸）。新的位置選擇在在加那利群島的拉帕爾馬島上，海拔高度2,344米（7,690英尺），也就是現在的穆查丘斯罗克天文台。這個專案由格林尼治皇家天文台（RGO）主導，並且負責望遠鏡的經營與管理，直到1998年天文台關閉，才將控制權轉移給獨立的ING。
在1979年，4m鏡因為預算膨脹而瀕臨做廢。組成了一個被稱為虎隊小組的評審委員會以降低成本，重新設計使價格標的成本下降45%。1979年£18M降至£10M，等同於1984年從25M降至15M，節約主要來自減縮望遠鏡的焦長 －允許使用較小的圓頂－ 和將非必要的功能移出圓頂，轉向一種簡單（因而更加便宜）的矩形附件。在同一年，以撒·牛頓望遠鏡已經遷移至穆查丘斯罗克天文台，成為第一架以撒·牛頓集團望遠鏡。在1981年，荷蘭科學研究組織（Netherlands Organization for Scientific Research，NWO）買了這個專案20%的股份，使WHT成為勢在必行。那一年正是威廉·赫歇爾發現天王星的200週年，因此決定將望遠鏡命名為威廉赫·歇爾望遠鏡以示尊榮。
望遠鏡由格拉·帕森斯公司製造，是這家公司150年歷史中製造的最後一架望遠鏡。製作工作於1983年在Newcastle-upon-Tyne開始，於1985年運到拉帕爾馬（其他兩架以撒牛頓集團的望遠鏡於1984年開始運作）。WHT在1987年6月1日開光，當時它是世界第三大的光學望遠鏡。望遠鏡的總成本，包括圓頂和當初套件中所有的儀器，是1,500萬英鎊（在1984年相當於2015年的4,200萬英鎊）；仍在考慮一次通貨膨脹的預算範圍內。

## 設計

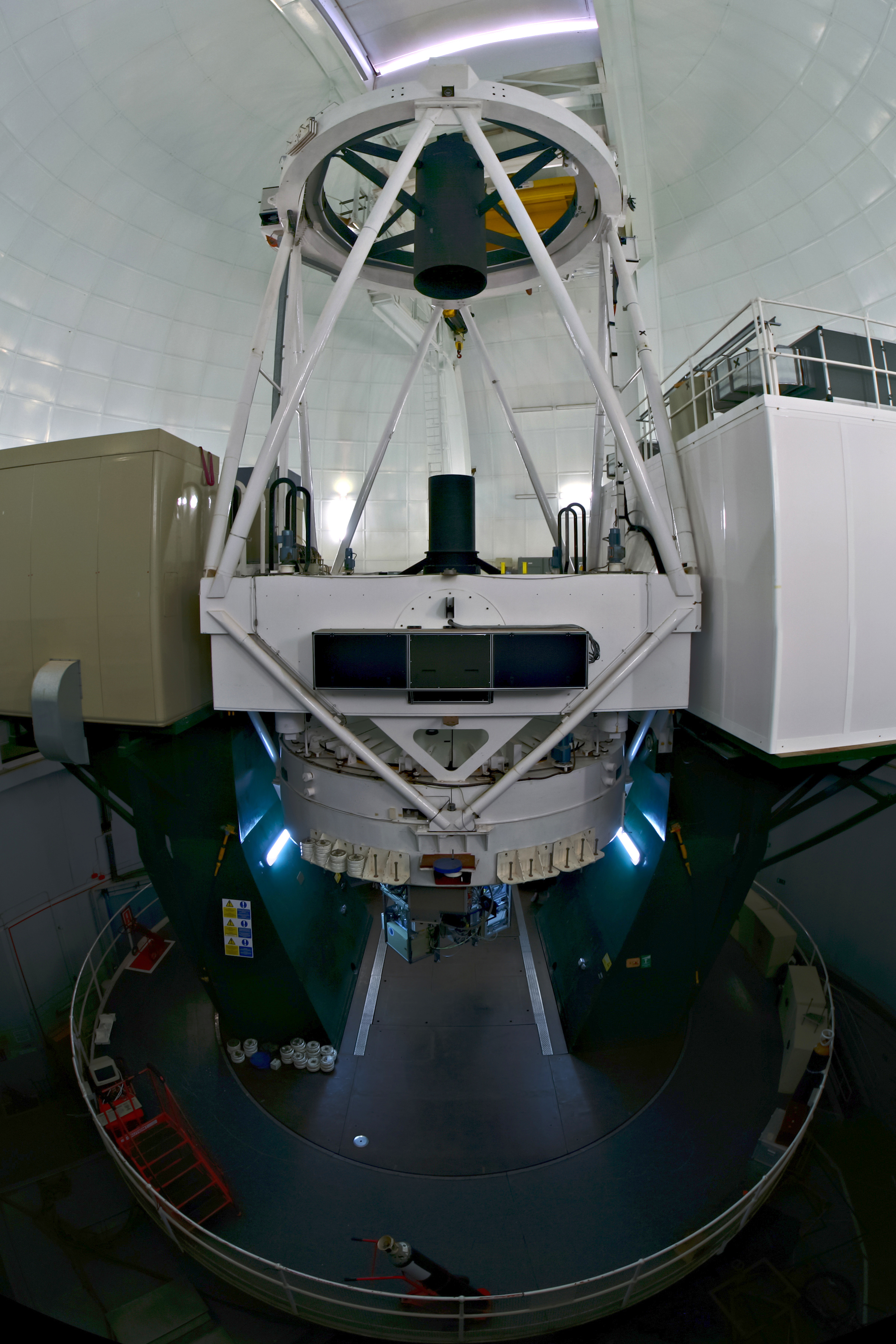
在圓頂內的望遠鏡赫歇爾望遠鏡。兩根黑色的管子是擋光板，在左側和右側的附件是內氏平台，卡塞格林焦點在此可見的基礎內，在屋子中間的三個黑盒子是放置卡塞格林折疊校準用的燈泡。

### 光學
這架望遠鏡的主鏡是直徑4.20米（165英寸）、f/2.5的歐文斯-伊利諾斯微晶陶瓷玻璃（Cervit），一種零膨脹的玻璃-陶瓷，由格拉·帕森斯公司磨製。鏡胚是1969年為製造AAT、CFHT和布蘭科望遠鏡而鑄造的四片之一，十年後被WHT購買。主鏡是固體的，並且沒有變薄，所以沒有主動光學的需求，然而它的重量高達16.5公噸（16.2長噸）。一套60個氣壓缸作為支撐主鏡的鏡像支援細胞 ，即使在最極端的位置（以望遠鏡指向地平線，所以鏡子是垂直的），鏡面形狀的改變也只有50米（2.0×10−6英寸），在正常操作過程中的變形會更小許多。
在最常見的配置中，次鏡是直徑1.00米（39英寸） 微晶玻璃（德國製的Zerodur）的里奇-克萊琴雙曲面鏡，形成f/11、視野15弧分的卡塞格林系統。額外的平面折疊鏡允許使用兩側的任何一個內氏平台，或卡塞格林折疊站，每個的視野都是5弧分。這架望遠鏡有時會使用廣視野的主焦點結構，在這種情況下，次鏡會被移除，取而代之的是三元件的場校正透鏡，提供f/2.8、有效視野等同60弧分（40弧分無暈影）的視野。當在夜間觀測時，卡塞格林和內氏焦點的轉換只需要幾秒鐘的時間；但是主焦點和次鏡的切換是件大事，必須在白天進行（這兩者需要架台的進退），大約需要30分鐘的時間。
有計畫在未來加入庫德焦點，以提供另一架望遠鏡作為光學干涉儀，但這永遠不可能完成。一個切割f/35次鏡用於紅外線觀測的計畫，也因為重新設計以節約成本的考量，而永遠不會實現。

### 架台
光學系統的重量是79,513（78.257 long ton），安放在經緯儀的架台上，需要移動的總重量（加上儀器）是186,250（183.31 long ton）。1970年代的BTA-6和MMT展現出可以經由經緯儀取代赤道儀的設計，可以大幅降低重量和成本的比例。然而，經緯儀的設計需要電腦持續的控制，對每個焦點的場轉動進行補償，結果是驅動馬達不能維持恆星運動，而在天頂有0.2度徑度量的死角（盲點）（驅動器在每個軸的最大速度是每秒一度）。架台的平衡做的非常平順，在驅動馬達被啟動之前，只要用手就可以移動160長噸（160,000）的組合。當導星的回饋線路被啟動時，架台的絕對指向精度達到0.03角秒 。

### 圓頂
這架望遠鏡座落在由布里坦鋼鐵 承製的洋蔥形 21米（69英尺）鋼結構穹頂內。望遠鏡的架台座落在混凝土閘墩的旋轉中心，距離地面上升湍流13.4米（44英尺）高的邊界層之上，以提供望遠鏡較佳的視寧度。幾個上下寬達6米的風盲快門是傳統控制熱的換氣扇，還有能力35-公噸（34-長噸）的起重機（用於移動主鏡以便進行再鍍鋁）都已納入。快門的大小和形狀允許觀測在地平線上12°的目標，這對應於4.8的氣團。安裝在三層樓高的圓柱建築物頂端的圓頂，移動的總重量是320公噸（310長噸）。為了減低風應力和在惡劣的冰雪天氣下可以支撐它本身的重量，圓頂和望遠鏡在靜止時，是分別安裝在各自獨立的地基上（向下20（66英尺），座落在火山玄武岩），以防止圓頂旋轉和風應力的振動對建築物和望遠鏡指向性的影響。
圓頂附有三層樓的舉行建築，容納望遠鏡控制室、電腦室、廚房等，圓頂內幾乎不需要有人在內，這意味著環寧能保持得非常穩定。這樣的結果是WHT可以獲得完美的穹頂寧度 。這棟建築物還設有一個CCD實驗室和再鍍鋁設備。因為WHT是穆查丘斯罗克天文台最大的單鏡片，所以它的鍍鋁工廠的真空容器大到足以容納這座高山上任何其他望遠鏡。其結果是，所有其它的望遠鏡都使用WHT的工廠為他們的鏡片重新鍍鋁（除了自己有工廠的加那利大型望遠鏡。）。

## 操作
這架望遠鏡的架台是經緯儀，鏡片的解析力在理論上可以達到0.2角秒以下，但是拉帕馬當地的視寧度通常只有1角秒。
威廉·赫歇耳望遠鏡為一架競爭型的研究望遠鏡，接受一般望遠鏡多三倍的工作量。著名的發現包括在銀河系中心膨脹氣體的炙熱氣泡、暗示超大質量黑洞的存在、第一個觀測到伽瑪射線暴的可見光源；最近的則是發現沃爾夫-拉葉星有著已知最快速的恆星風。

## 註解
1. 1 2  。BTA-6（6.0 m）和海爾望遠鏡（5.1 m）是更大的兩架；MMT有更大的集光面積，但並不是單一的主鏡片
2. ↑  鄰近的加那利大型望遠鏡（10.4 m）在2009年超越WHT成為歐洲最大的望遠鏡
3. ↑  由於通貨膨脹的緣故，在1979年£10M的預算相當於£15.7M [9]

## 外部連結
- WHT的首頁（页面存档备份，存于）
- WHT的影像 （页面存档备份，存于）
- Merrifield, Michael; Dhillon, Vik; Balcells, Marc; Mendez, Javier. . Deep Space Videos. Brady Haran.   [2015-03-31]. （原始内容存档于2020-07-02）.